# The Blooms of Banjeli
Pour plus de détails, voir Fiche technique et Distribution.
The Blooms of Banjeli est un moyen métrage documentaire togolais réalisé par Carlyn Saltman et sorti en 1987. Il est consacré aux procédés traditionnels de la fonte du fer dans le village togolais de Banjeli.

## Synopsis
Carlyn Saltman et deux historiens (Candice Goucher et Eugenia Herbert) se rendent en 1985 dans le village togolais de Banjeli pour enquêter sur la technologie et les usages traditionnels liés à la fonte du fer. Ils utilisent des images tournées dans ce même village en 1914 pour les comparer avec la situation soixante-dix ans après. Le procédé traditionnel n'est plus utilisé, mais un vieil homme qui l'a connu le reconstitue pour eux, en les autorisant à le filmer. Le documentaire détaille non pas seulement la technique elle-même, mais aussi le rituel et les différents usages associés à ce processus et destinés à garantir son bon déroulement. Ces coutumes consistent en un rituel, mais incluent aussi des usages concernant les rôles genrés des hommes et des femmes, notamment des interdits sexuels.

## Fiche technique
- Titre : The Blooms of Banjeli
- Réalisation : Carlyn Saltman
- Pays :  Togo
- Durée : 29 minutes
- Format : couleur
- Langue : anglais
- Date de sortie : 1987

## Éditions en vidéo
Le film a été édité en DVD par l'association américaine Documentary Educational Resources.